# Лычагин, Николай Семёнович
Николай Семёнович Лычагин (17 июля 1917, Елань-Колено, Воронежская губерния — 26 мая 1996, Харьков) — советский и украинский государственный и коммунистический деятель, организатор производства, машиностроитель, генеральный директор Харьковского завода транспортного машиностроения имени Малышева. Герой Социалистического Труда (1976). Член ЦК КПУ (1960—1966, 1976—1986). Лауреат Государственной премии УССР (1970). Кандидат технических наук (1972).

## Биография
Родился 17 июля 1917 года в крестьянской семье в селе Елань-Колено Воронежской губернии. В 1939 году окончил Томский индустриальный институт, после чего работал инженером треста «Забнефтестрой» в городе Чита. В 1939 году был призван в Красную Армию. Участвовал в Великой Отечественной войне с июня 1941 года. Служил техником по ремонту боевых машин рот технического обеспечения, помощником начальника технической части по снабжению и ремонту 23-й танковой бригады. В 1943 году вступил в ВКП(б).
С 1946 года — старший мастер, инженер-технолог Харьковского тепловозостроительного завода имени Малышева.
С 1958 по 1965 года — директор Харьковского тепловозостроительного завода (завода транспортного машиностроения) имени Малышева.
С 1965 по 1975 год — главный инженер Харьковского завода транспортного машиностроения имени Малышева.
Указом Президиума Верховного Совета СССР от 15 сентября 1976 года удостоен звания Героя Социалистического Труда.
С 1975 по 1984 года — генеральный директор Харьковского производственного объединения «Завод имени Малышева».
В 1984 году вышел на пенсию. Проживал в Харькове, где скончался в 1996 году.
Производственная деятельность
Занимался организацией производства в области дизелестроения, танкостроения, серийного производства танков нового поколения Т-64, тяжёлых артиллерийских тягачей МТ-Т, тягачей народно-хозяйственного назначения, производство дизель-генераторов типа Д-70 и первых снегоходов «Харьковчанка». Принимал участие в разработке технологии сварки броневых листов новыми видами сварочной проволоки, в организации серийного производства магистральных тепловозов типа Е-10.

## Награды
- Герой Социалистического Труда (15.09.1976)
- два ордена Ленина (26.04.1971, 15.09.1976)
- Орден Октябрьской Революции (30.03.1981)
- Орден Отечественной войны 1-й степени (6.11.1985)
- Орден Отечественной войны 2-й степени (11.04.1945)
- Орден Красной Звезды (04.08.1944)
- Орден «Знак Почёта» (20.04.1956)
- Медаль «За отвагу» (22.07.1943)
- Медаль «За оборону Москвы»
- Медаль «За взятие Берлина»
- другие медали
- Заслуженный машиностроитель УССР
- Государственная премия Украинской ССР